# سیارک ۲۰۰۶

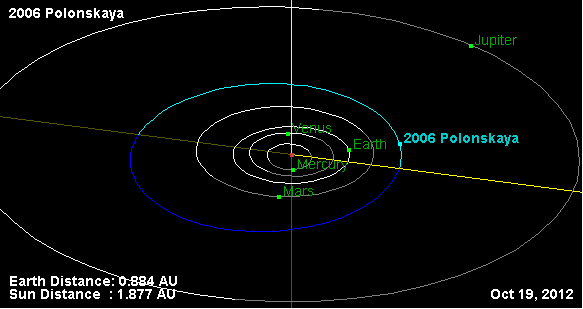
نمایی از محل قرارگیری سیارک ۲۰۰۶ در مدار – ۲۰۱۲

سیارک ۲۰۰۶ (به انگلیسی: 2006 Polonskaya، نامگذاری:1973SB3) دو هزار و ششمین سیارک کشف شده‌است که در ۲۲ سپتامبر ۱۹۷۳ کشف شد.
قدر مطلق سیارک برابر ۱۲٫۶۰ است.